# Johnstown (Nova York)
Johnstown és una població dels Estats Units a l'estat de Nova York. Segons el cens del 2000 tenia 8.511 habitants.

## Demografia
Segons el cens del 2000, Johnstown tenia 8.511 habitants, 3.579 habitatges, i 2.208 famílies. La densitat de població era de 676,2 habitants/km².
Dels 3.579 habitatges en un 29,5% hi vivien nens de menys de 18 anys, en un 44,1% hi vivien parelles casades, en un 13,5% dones solteres, i en un 38,3% no eren unitats familiars. En el 33,3% dels habitatges hi vivien persones soles el 16,6% de les quals corresponia a persones de 65 anys o més que vivien soles. El nombre mitjà de persones vivint en cada habitatge era de 2,3 i el nombre mitjà de persones que vivien en cada família era de 2,91.
Per edats la població es repartia de la següent manera: un 24,4% tenia menys de 18 anys, un 7,2% entre 18 i 24, un 27,6% entre 25 i 44, un 21,6% de 45 a 60 i un 19,2% 65 anys o més.
L'edat mediana era de 39 anys. Per cada 100 dones de 18 o més anys hi havia 82,8 homes.
La renda mediana per habitatge era de 32.603 $ i la renda mediana per família de 39.909 $. Els homes tenien una renda mediana de 30.636 $ mentre que les dones 22.272 $. La renda per capita de la població era de 17.324 $. Entorn del 9,3% de les famílies i el 13,2% de la població estaven per davall del llindar de pobresa.

## Persones il·lustres
- Elizabeth Cady Stanton (1815 - 1902) feminista i activista

## Poblacions més properes
El següent diagrama mostra les poblacions més properes.